# Anoba bicirrata
Anoba bicirrata là một loài bướm đêm trong họ Erebidae.